# Tacte-e Soleimão
Tacte-e Soleimão (em persa: تخت سلیمان; romaniz.: Taχt-e Soleymān; lit. Trono de Salomão) é um sítio arqueológico no noroeste do Irão. Inclui o principal santuário reconstruído no período mongol (século XIII), bem como um templo do período sassânida (séculos VI e VII), dedicado a Anaíta.